# 静岡県道229号吉田港線
静岡県道229号吉田港線（しずおかけんどう229ごう よしだこうせん）は静岡県榛原郡吉田町住吉の吉田港から同町片岡までを結ぶ路線（県道）である。

## 概要

### 路線データ
- 陸上距離：0.9km
- 起点：榛原郡吉田町住吉
- 終点：榛原郡吉田町片岡（静岡県道31号焼津榛原線交点）

延長上に静岡県道230号住吉金谷線がある。

## 接続路線
- 静岡県道31号焼津榛原線
- 静岡県道230号住吉金谷線

## 沿線の施設他
- 吉田港